# Ippocampo (araldica)
In araldica l'ippocampo non compare molto frequentemente, e per lo più in stemmi dell'araldica civica. 

## Posizione araldica ordinaria
L'ippocampo è abitualmente rappresentato posto in palo e rivolto a destra; il colore è spesso rosso.

Tagliato: nel primo di rosso, a due spighe di grano d’oro; nel secondo d’azzurro, al cavalluccio marino, anch'esso d’oro (stemma del comune di Goro)
Burellato ondato d'azzurro e d'argento, all'ippocampo di rosso (Merville-Franceville-Plage, Francia)
Partito: nel 1° un ippocampo rivolto d'oro (Hiddensee, Germania)